# Dansk Melodi Grand Prix 2017
Der 47. Dansk Melodi Grand Prix 2017 war der dänische Vorentscheid für den Eurovision Song Contest 2017 in Kiew (Ukraine) und fand am 25. Februar 2017 im Jyske Bank Boxen in Herning statt. Die Stadt Herning war bereits zum Dansk Melodi Grand Prix 2009 und 2013 Gastgeber dieser Veranstaltung, als 2013 Emmelie de Forest den Wettbewerb mit dem Song Only Teardrops gewann. Moderiert wurde die 47. Ausgabe des Vorentscheids von der Moderatorin, Journalistin, Drehbuchautorin und Sängerin Annette Heick sowie vom Schauspieler und Sänger Johannes Nymark. Gewonnen wurde der Vorentscheid von der dänisch-australischen Sängerin Anja Nissen mit dem Lied Where I Am, geschrieben von Angel Tupai, Michael D’Arcy und der Sängerin selbst.

## Konzept
Am 9. September 2016 endete die Frist, musikalischen Beiträge beim dänischen Sender DR einzureichen. Mit 1115 Songs erreichte die Zahl der eingereichten Bewerbungen einen neuen Rekord. Die Musikproduzenten Cutfather und Jonas Schrøder sowie eine 50-köpfige Jury, die sich aus Fachleuten der Musikbranche, Mitgliedern des Fanclubs MelodiGrandPrixFans.dk und einer repräsentativen Auswahl an Fernsehzuschauern zusammensetzte, wählten die zehn Teilnehmer zum Dansk Melodi Grand Prix 2017 aus.

## Teilnehmer

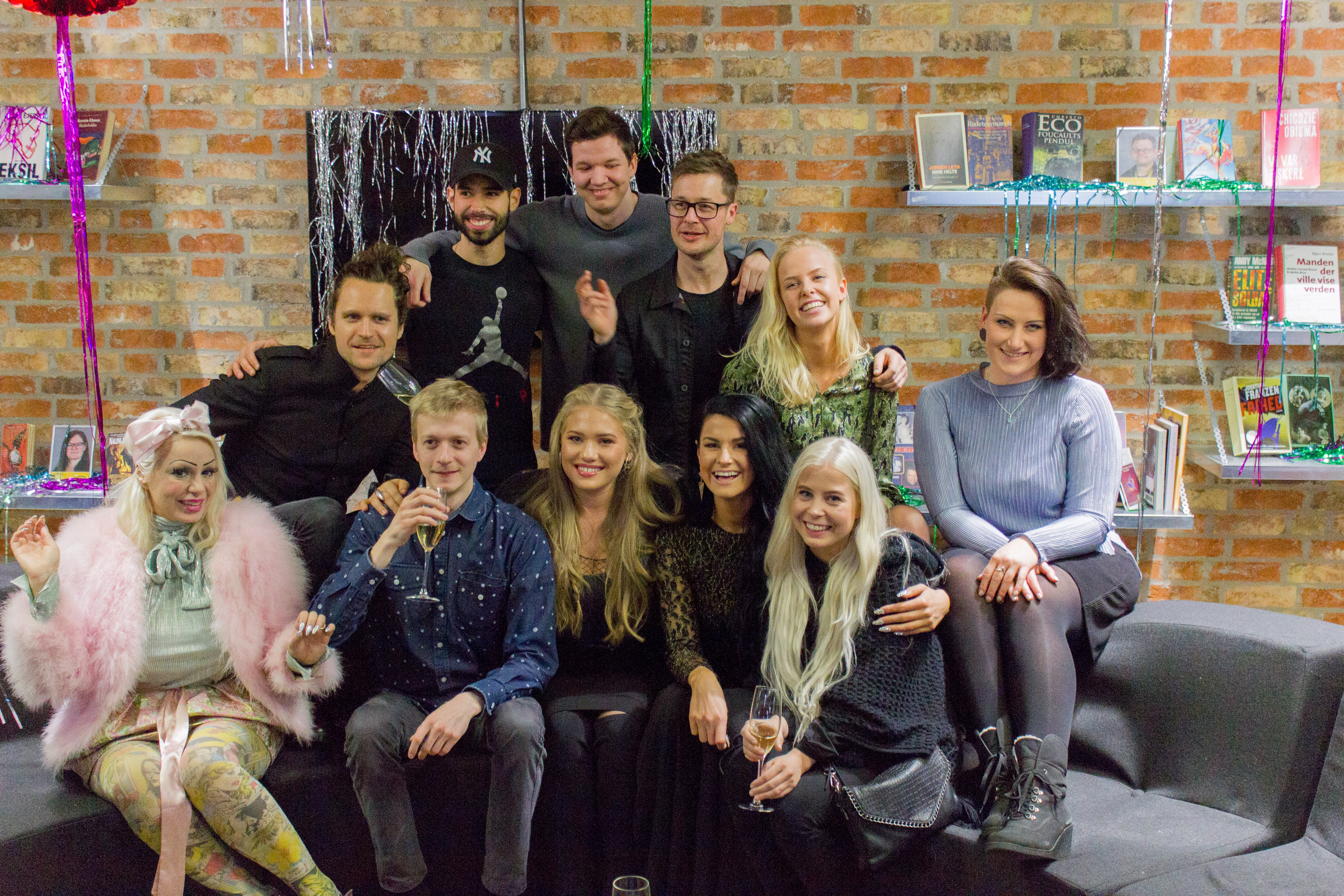
Alle Teilnehmer

In der ersten Runde präsentierten die zehn Interpreten ihr Lied. Drei Interpreten qualifizierten sich für das anschließende Super-Finale.
| Startnr. | Interpret       | Lied Musik (M) und Text (T)                                                                                  | Bild            |
| -------- | --------------- | --- | --------------- |
| 01       | Ida Una         | One M/T: Peter Bjørnskov, Lene Dissing                                                                       | Ida Una         |
| 02       | Thomas Ring     | Vesterbro M/T: Thomas Ring                                                                                   | Thomas Ring     |
| 03       | Rikke Skytte    | Color My World M/T: Mads Løkkegaard, Joël Pagiël MacDonald, Mohamed Alitou, Laura Kloos                      | Rikke Skytte    |
| 04       | Anja Nissen     | Where I Am M/T: Anja Nissen, Angel Tupai, Michael D’Arcy                                                     | Anja Nissen     |
| 05       | Calling Mercury | Big Little Lies M/T: Thomas Sardorf, Rune Braager, Martin Luke Brown                                         | Calling Mercury |
| 06       | Anthony         | Smoke In My Eyes M/T: Kim Nowak-Zorde, Kasper Larsen, Hans Petersen, Ollie Marland, Phil Plested             | Anthony         |
| 07       | René Machon     | Warriors M/T: Astrid Cordes, Alexander Grandjean, Hans Petersen, Lars Andersen                               | René Machon     |
| 08       | Sada Vidoo      | Northern Lights M/T: Christoffer Lauridsen, Andreas Öhrn, Alessandra Günthardt                               | Sada Vidoo      |
| 09       | Jeanette Bonde  | Hurricane M/T: Jeanette Bonde, Alexander Grandjean, Jeppe Pilgaard Ulrichsen, Nermin Harambasic              | Jeanette Bonde  |
| 10       | Johanna Beijbom | A.S.A.P. M/T: Peter Wallevik, Daniel Heløy Davidsen, Patrick Devine, Dimitri Stassos, Freja Jonsson Blomberg | Johanna Beijbom |

 Kandidat hat sich für das Super-Finale qualifiziert.

### Super-Finale

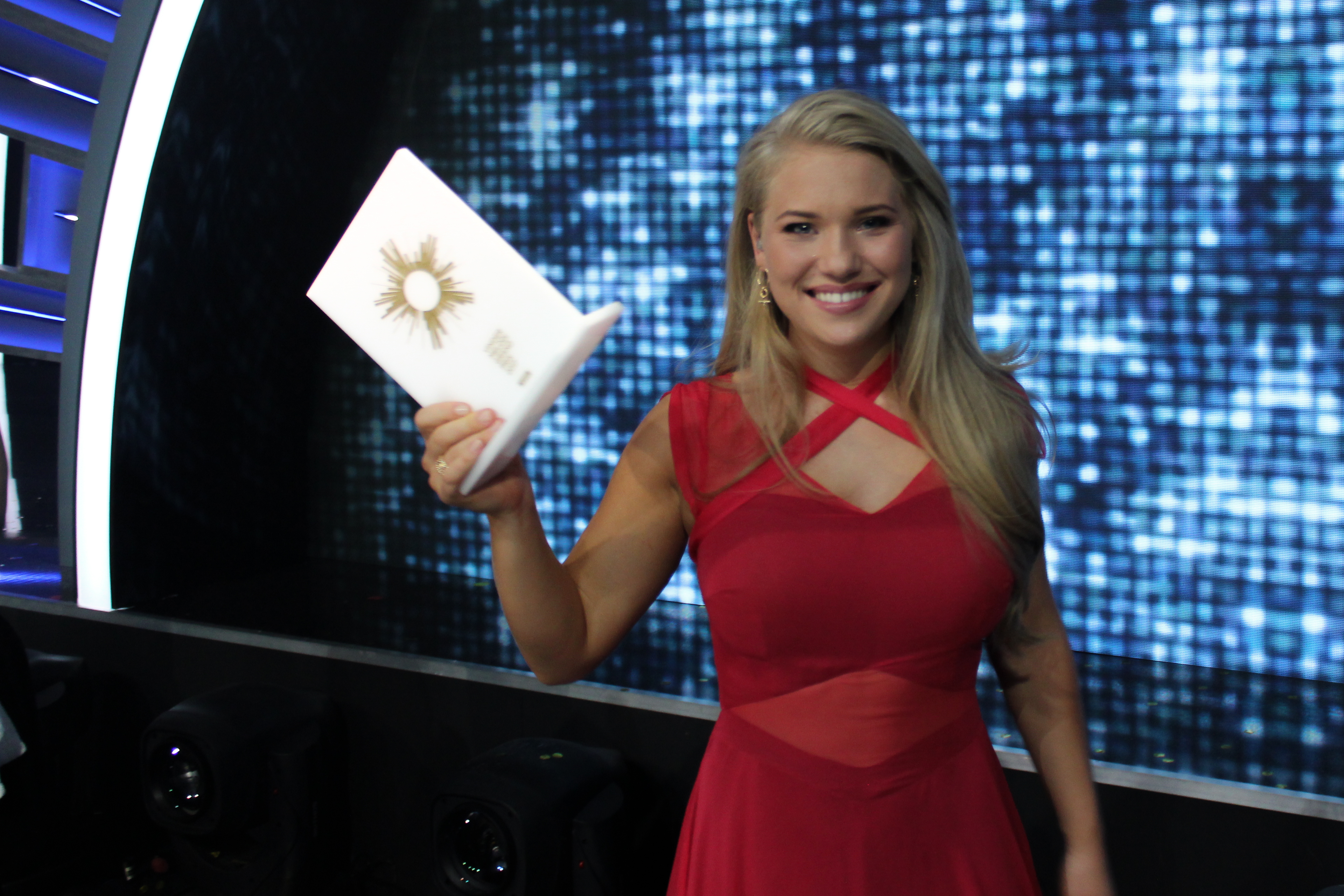
Anja Nissen nach ihrem Sieg

| Platz | Startnr. | Interpret       | Lied       | Ergebnis (in Prozent) |
| ----- | -------- | --------------- | ---------- | --------------------- |
| 1.    | 2        | Anja Nissen     | Where I Am | 64 %                  |
| 2.    | 1        | Ida Una         | One        | 26 %                  |
| 3.    | 3        | Johanna Beijbom | A.S.A.P.   | 10 %                  |